# HMS Justice (W-140)
O HMS Justice (W-140) é um navio da Marinha Real classificado como um rebocador de resgate, foi construído nos Estados Unidos como um rebocador classe ATR-1 da Marinha dos EUA. Nunca foi introduzido na Marinha dos EUA, durante a entrega do Lend-Lease ele foi transferido para a Marinha Real. Retornou aos EUA após o final da Segunda Guerra Mundial, onde foi redesignado como BATR-20. Atingido e vendido para serviço comercial em 1946, acabou sendo abandonado em Ushuaia, na Argentina . 

## Histórico operacional
O ATR-20 foi montado pela Camden Shipbuilding & Marine Railway Co., em Camden no Maine, em 20 de janeiro de 1943 e inaugurado em 18 de outubro de 1943. Foi patrocinado pela Joy D. Creyk e transferido para o Reino Unido sob o regime de Lend-Lease em 24 de abril de 1944 e rebatizado como HMS Justice em Boston, Massachusetts, no mesmo dia. 
Durante o restante da Segunda Guerra Mundial, Justice serviu como um rebocador de resgate na Marinha Real Britânica. Ele supostamente serviu na invasão da Normandia em junho de 1944.
Justice foi devolvido à Marinha dos Estados Unidos em 20 de março de 1946 que o redesignou como BATR-20. Ele foi removido do Registro de Navios Navais em 3 de julho de 1946 e vendido em 3 de outubro de 1947 para Leopoldo Simoncini de Buenos Aires como São Cristóvão, com a bandeira da Costa Rica. Em 1953 ele foi fretado, juntamente com vários navios da Marinha Argentina,  para operações de salvamento do SS Monte Cervantes, um transatlântico afundado da Hamburg America Line do Sul no Canal de Beagle.
Depois de sofrer problemas no motor e danos no leme em 1954, ele foi deixada em Ushuaia, na Argentina . Ele foi encalhado e abandonado lá em 1957 e em 2004, teve seu óleo combustível restante removido. em 2019, São Cristóvão ainda está ancorado e abandonado em Ushuaia. 